# 南财口岸
南财口岸，是老挝华潘省万赛县那芒村的一个边境口岸。该口岸与越南清化省关山县那苗社那苗村的那苗口岸相接。
2004年4月5日，越南和老挝政府宣布那苗-南财国际口岸正式开启。

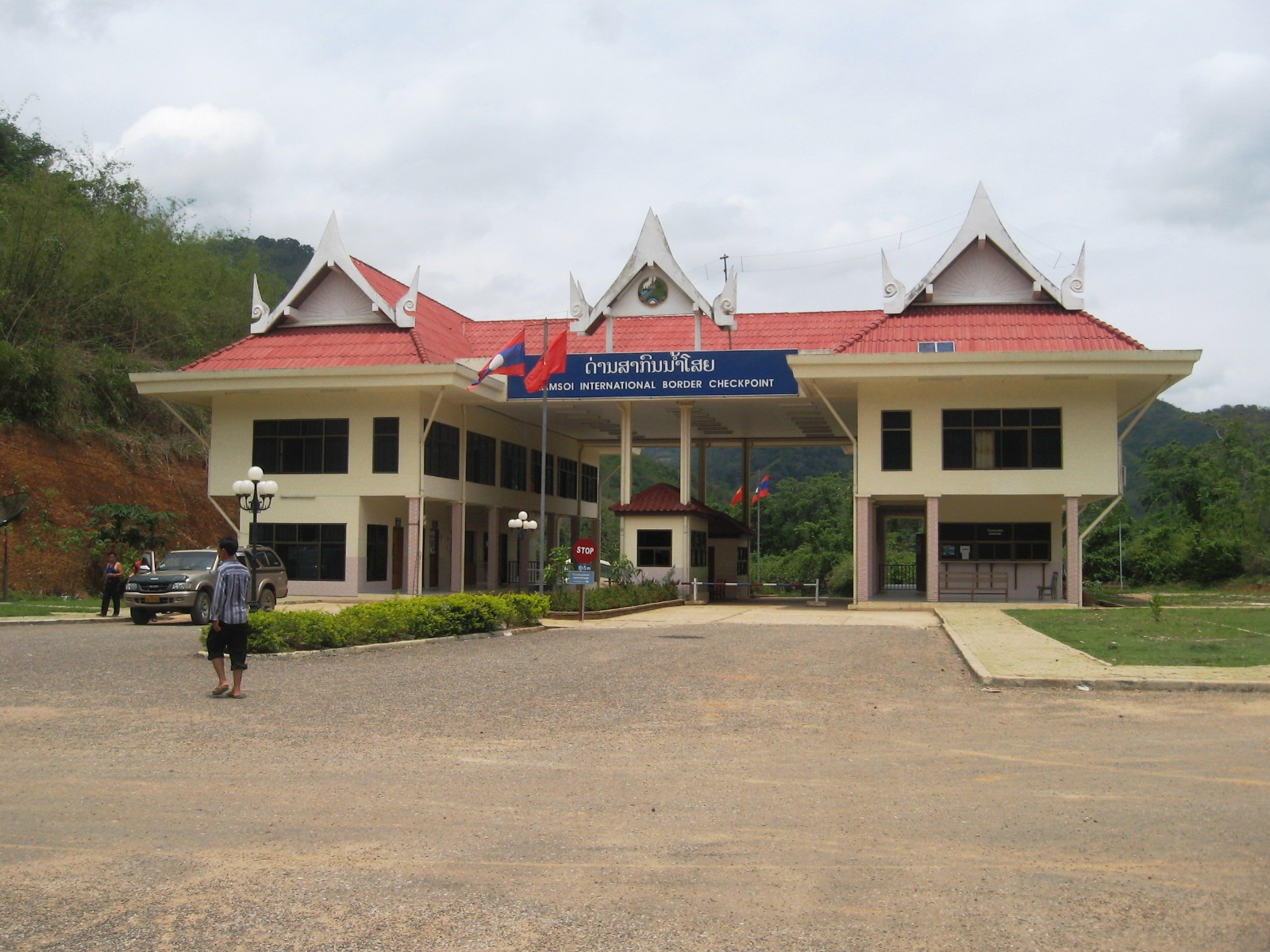
南财口岸
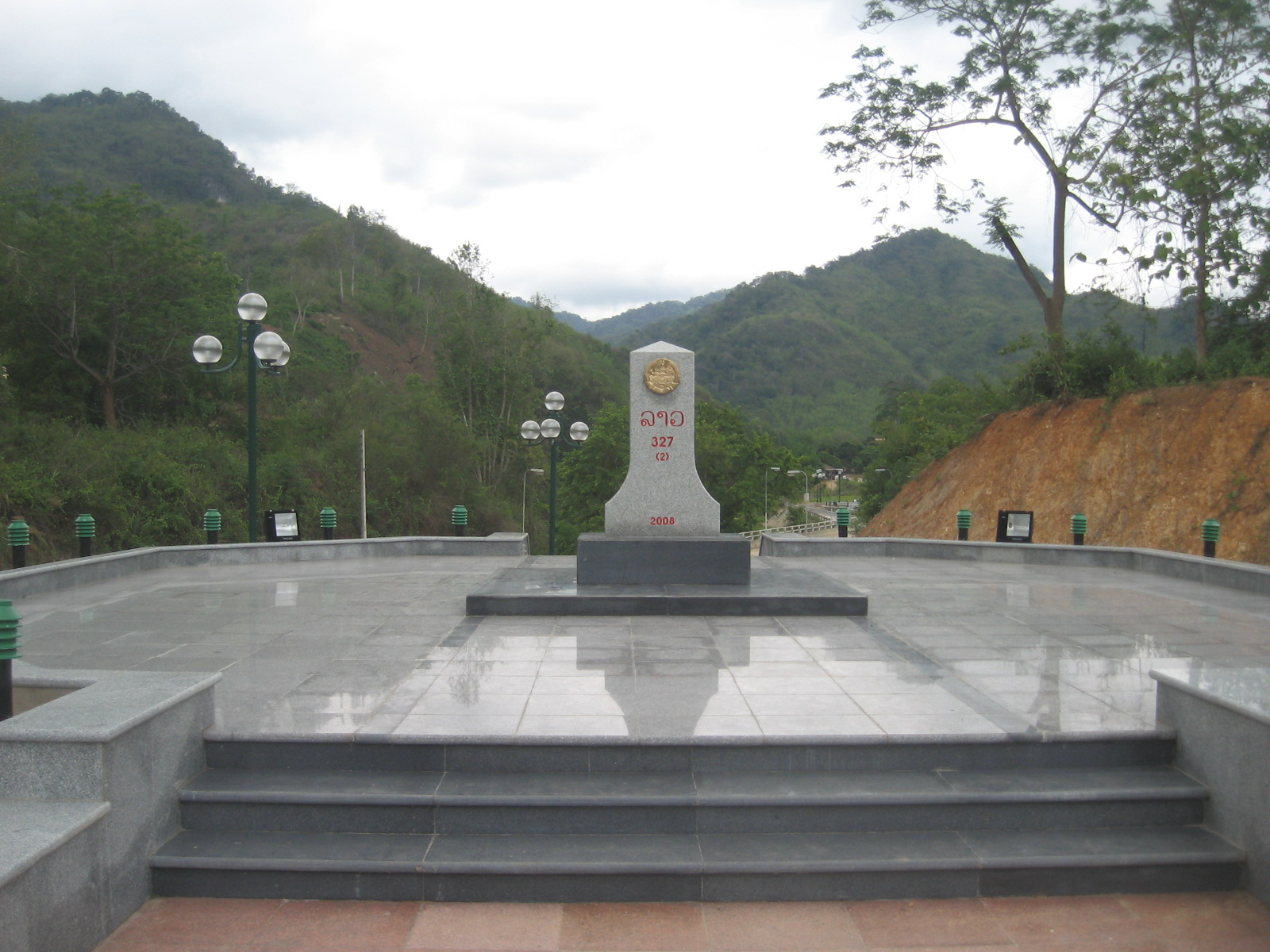
老挝一侧的边界标志
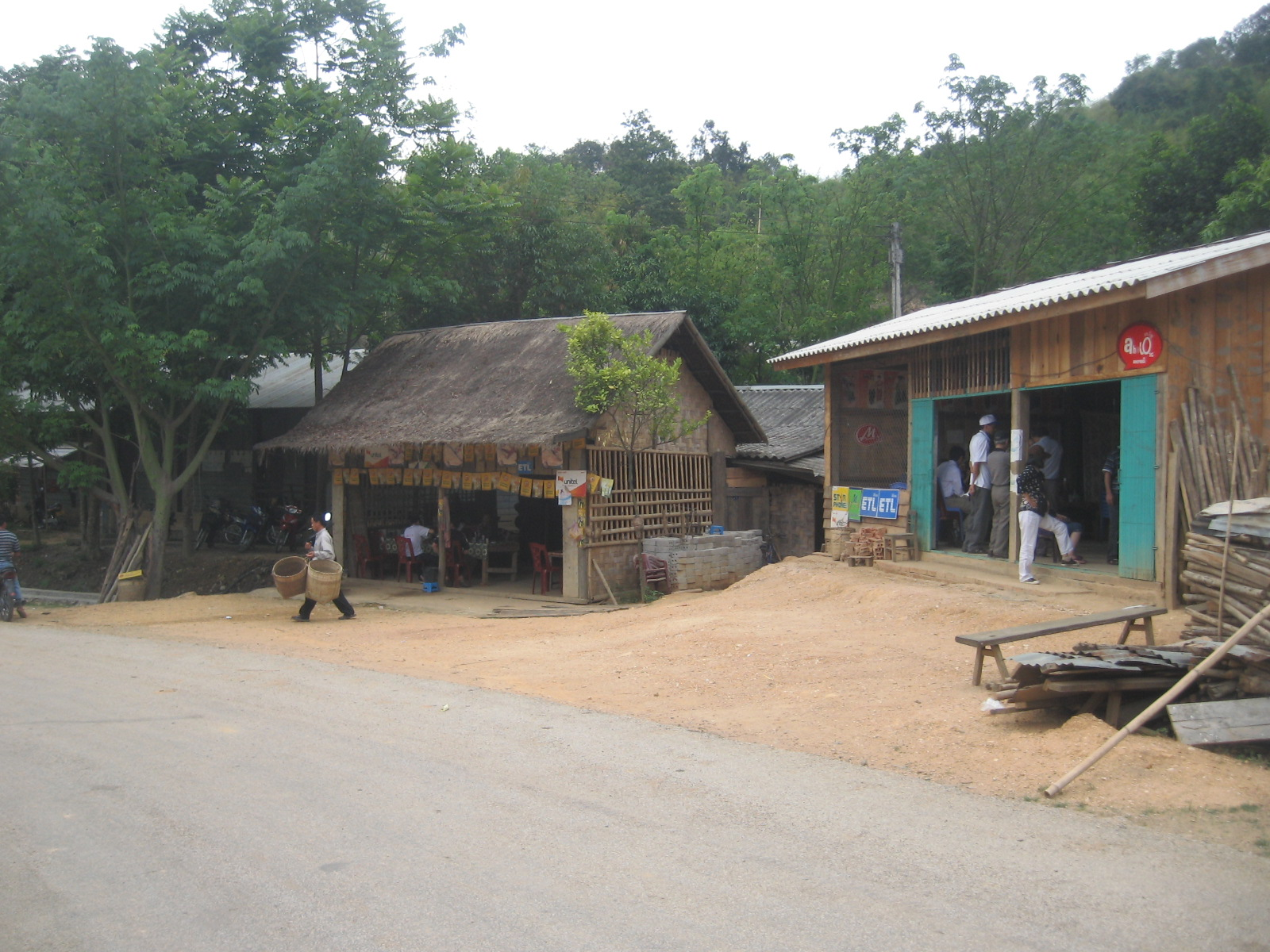
那财口岸附近的民居
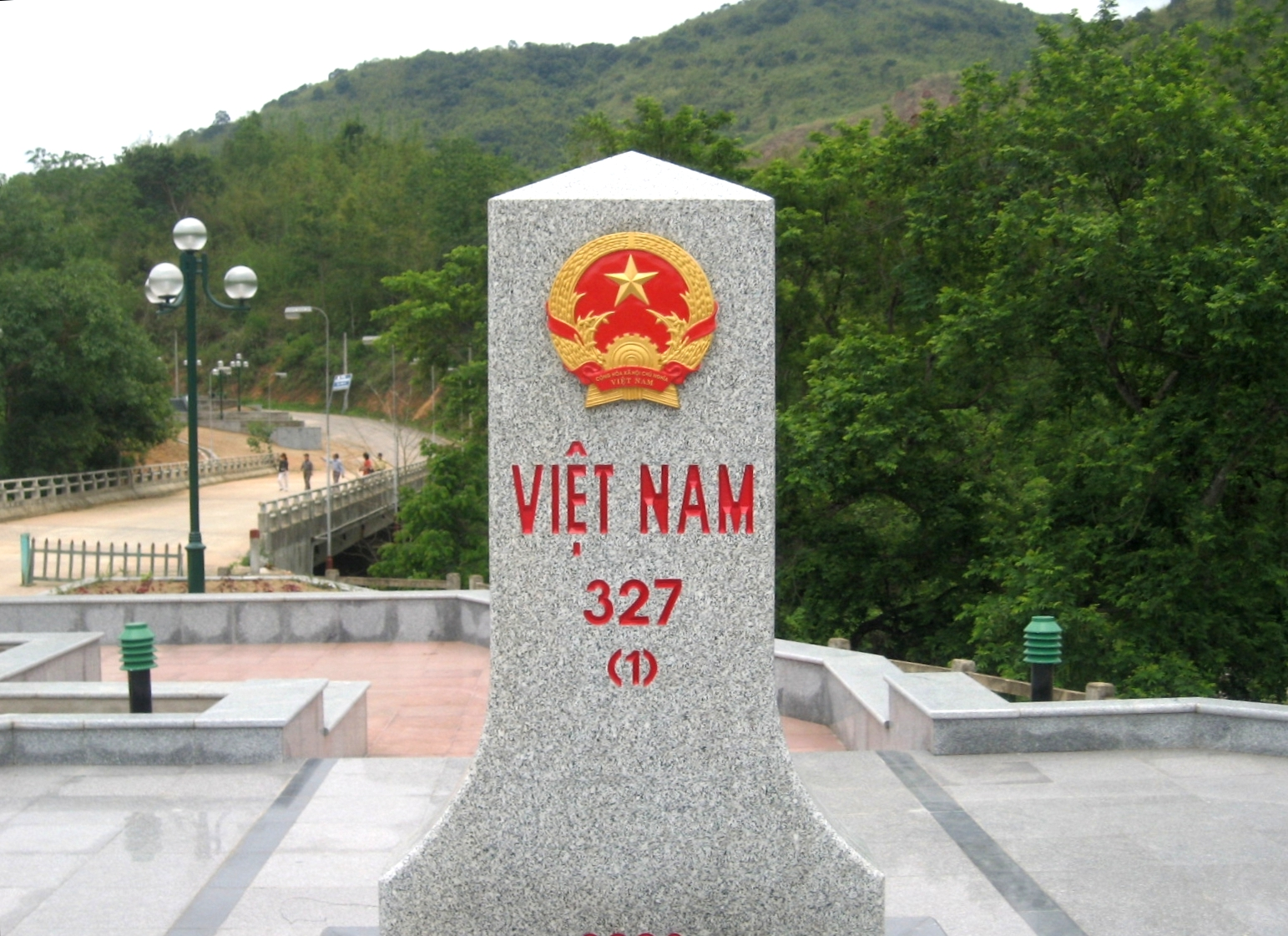
越南一侧的边界地标
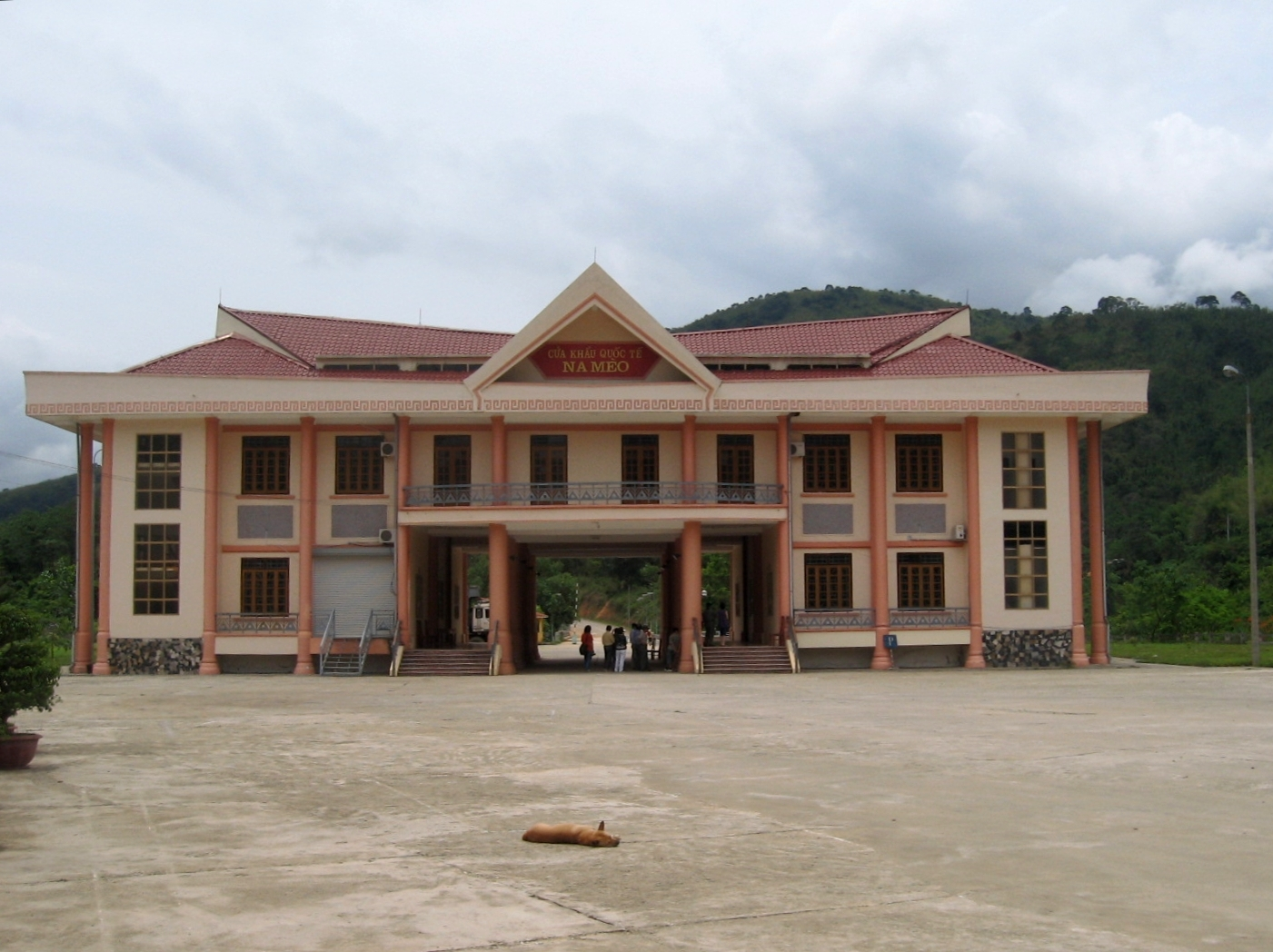
那苗口岸